# Мёккуркальви
Мёккурка́льви (также Моккурка́льфи, др.-сканд. Mökkurkálfi) — в скандинавской мифологии глиняный великан, созданный в помощь Хрунгниру.

## Этимология
Mökkurkálfi происходит от двух слов: mökkr («туман») и kalfr («телёнок»). Перевод как «туманный телёнок» (англ. Mist-calf, нем. Nebelkalb) встречается и в других современных языках.

## Мёккуркальви в Эдде
О Мёккуркальви повествует Младшая Эдда («Язык поэзии», часть 24), где он упоминается в контексте поединка бога грома Тора и йотуна Хрунгнира. Чтобы повысить последнему шансы на победу «великаны слепили у Каменных Дворов глиняного человека, и был он девяти поприщ ростом и трех поприщ в обхвате. Только не нашли они сердца, чтобы было ему под стать, пока не взяли сердце одной кобылы, и было оно далеко не бестрепетным, когда явился Тор». Далее, рассказывая о начале поединка, автор Эдды отмечает, что рядом с Хрунгниром «стоял глиняный исполин по имени Мёккуркальви, и он сильно трусил. Говорят, что, увидев Тора, он обмочился». В то время, пока Тор расправлялся с Хрунгниром, его помощник «Тьяльви напал на Мёккуркальви, и тот бесславно пал».

## Интерпретации и мнения
В комментариях к «Песни о Фйольсвидре» (Старшая Эдда) Софья Свириденко предполагала, что упомянутый в тексте «глиняный исполин» Лейрбримир, из которого сделан вал вокруг чертога йотунов, и Мёккуркальви могут быть одним и тем же персонажем. Из этого же отрывка делается заключение, что Мёккуркальви (с его ростом почти 14,5 км и шириною плеч около 5 км) изначально мог быть идентичен первому великану Имиру, из которого боги создали современный мир. На это же якобы указывает другая часть Эдды, согласно которой Имир-Мёккуркальви кормился молоком первородной коровы Аудумлы, почему и был назван телёнком.
Советский филолог и историк культуры Елеазар Мелетинский проводил параллели между Мёккуркальви и хурритским Улликумме — каменным чудовищем, порождённым Кумарби. Другие исследователи указывают на сходство Мёккуркальви с големом — созданным из глины великаном в еврейской мифологии. Некоторые авторы идут ещё дальше и видят в Мёккуркальви даже прообраз современных роботов.
Наконец, описание того, что великана Мёккуркальви победил не сам Тор, а Тьяльви, ассоциируется с неким обрядом инициации последнего.